# Гельбак Григорій Олександрович
Григо́рій Олекса́ндрович Гельба́к (13 січня 1863, Звенигородка — 3 серпня 1930, Москва) — російський шахіст українського походження, учасник усеросійських змагань.

## Життєпис
У дитинстві жив у Житомирі. Познайомився з шахами під час навчання в гімназії. Вищу освіту здобув у Києві, після чого перебрався до Петербурга. Працював у міністерстві фінансів, протягом майже двадцяти років був одним з найсильніших шахістів Петербурга. Перебував у Санкт-Петербурзькому товаристві любителів шахів. По розколі товариства 1891 р. покинув новоутворене Санкт-Петербурзьке шахове товариство в знак протесту проти дискримінаційних змін у статуті. 1895 р. заснував у Петербурзі свій шаховий клуб.
До 1917 р. був чиновником з особих доручень у відділі залізничних перевезень міністерства фінансів. По Жовтневому перевороті переїхав до Москви, де працював техніком у Головному управлінні залізничного транспорту. У 1920-ті іноді виступав на офіційних змаганнях, але частіше грав на гроші з аматорами.

## Спортивні результати
| Рік       | Місто     | Змагання                                                  | + | − | = | Результат | Місце |
| --------- | --------- | --------------------------------------------------------- | - | - | - | --------- | ----- |
| 1891      | Петербург | Турнір найсильніших шахістів Петербурга                   |   |   |   |           | 2—3   |
| 1899      | Москва    | 1-й Усеросійський турнір                                  | 6 | 4 | 3 | 7½ з 13   | 6—7   |
| 1900      | Петербург | Турнір найсильніших шахістів Петербурга                   |   |   |   |           | 6     |
| 1901      | Петербург | Турнір найсильніших шахістів Петербурга                   |   |   |   | 9½ з 13   | 1—2   |
| 1902      | Петербург | Турнір найсильніших шахістів Петербурга                   |   |   |   |           | 7     |
| 1903      | Петербург | Турнір найсильніших шахістів Петербурга                   |   |   |   | 11½ з 15  | 1—3   |
| 1904      | Петербург | Турнір Петербурзького шахового товариства                 |   |   |   |           | 1—2   |
| 1905      | Петербург | Тематичний турнір                                         | 5 | 8 | 1 | 5½ з 14   | 7     |
|           | Петербург | Турнир I категории                                        |   |   |   |           | 1—2   |
| 1905 / 06 | Петербург | 4-й Усеросійський турнір                                  | 3 | 8 | 5 | 5½ з 16   | 15    |
| 1907      | Петербург | Турнір I категорії                                        |   |   |   |           | 3—4   |
|           | Петербург | Турнір за участі В. Геннеберґера                          |   |   |   |           | 1     |
| 1908      | Петербург | Чемпіонат Петербурзького шахового товариства              |   |   |   | 2½ з 12   | 13    |
| 1909      | Петербург | Усеросійский турнір любителів пам'яті М. И. Чигоріна      | 2 | 8 | 6 | 5 з 16    | 15—16 |
| 1910      | Петербург | Масовий турнир Петербурзького шахового товариства (фінал) |   |   |   |           | 7     |
| 1911      | Петербург | Матч Петербург — Москва (10-та дошка)                     | 1 | 0 | 0 | 1 з 1     |       |
| 1920      | Москва    | Усеросійская шахова олімпіада (бічний турнір)             |   |   |   |           | 5—6   |
| 1925      | Москва    | Малий чемпіонат Москви                                    |   |   |   |           | 7     |